# Jungle Brothers
Jungle Brothers est un groupe de hip-hop américain, originaire de New York. Composé de Mike Gee, DJ Sammy B et Baby Bam, le groupe est l'un des pionniers de la fusion jazz rap.

## Biographie
Mike Gee (né Michael Small à Harlem, New York), DJ Sammy B (né Sammy Burwell à Harlem, NY), et Baby Bam (né Nathaniel Hall à Brooklyn, NY) forment les Jungle Brothers au milieu des années 1980 et commencent à enregistrer au label Idler. À cette période, ils publient leur premier album studio, Straight out the Jungle, au début de 1988,. Avec des paroles particulièrement afrocentrées et des instrumentations innovantes, cet album fait décoller les Jungle Brothers, qui rejoignent alors le Native Tongues Posse. L'album atteint la 39e place des Billboard R&B Albums. Straight Out the Jungle, produit au label indépendant Warlock Records, comporte un titre de house, I'll House You, produit par Todd Terry, également classé.
Malgré les ventes plutôt modérées du premier album, Warner Bros Records signe le trio en 1989 et publie leur deuxième album, Done by the Forces of Nature, en novembre la même année,. Bien que publié en même temps que l'album 3 Feet High and Rising de De La Soul, l'album est bien accueilli et recherché par bon nombre d'auditeurs. L'album atteint la 46e place des Billboard R&B Albums.
Les chances des Jungle Brothers de percer dans le grand public restent minces à cause de quatre années d'absence après la publication de Done by the Forces of Nature, une stratégie marketing assumée par Warner Bros. Finalement, le 22 juin 1993, J Beez Wit the Remedy donne un coup de pouce significatif à Warner Bros., mais l'énorme publicité ne parvient pas à populariser ce troisième album, bien qu'il se classe 9e des Heatseekers, et 52e des R&B Albums. Warner Bros. fait la même erreur en retardant intentionnellement le quatrième album du groupe, Raw Deluxe, au 3 juin 1997,, qui atteindra malgré cela les classements musicaux. Les autres albums ne seront pas non plus des succès commerciaux, mais leurs collaborations avec des musiciens electro (notamment les Propellerheads avec Take California (and Party)) ou la réutilisation de leur a cappella dans des mixes (par exemple Black Is Black (Ultimatum Mix) sur On the Floor at the Boutique, mixé par Lo Fidelity Allstars) est un succès.
En 2016, le magazine Rolling Stone liste les 20 chansons essentielles du groupe. En date de 2017, les Jungle Brothers restent inactifs.

## Discographie

### Albums studio
- 1988 : Straight out the Jungle
- 1989 : Done by the Forces of Nature
- 1993 : J Beez wit the Remedy
- 1997 : Raw Deluxe
- 2000 : V.I.P.
- 2002 : All That We Do
- 2006 : I Got You

### Compilation
- 2005 : This Is...